# Bratronice (okres Strakonice)
Obec Bratronice (německy Bratronitz) se nachází v okrese Strakonice, kraj Jihočeský, zhruba 7 km jihozápadně od Blatné a 13 km sevrozápadně od Strakonic. Žije zde 73 obyvatel.
Částí Bratronic je i vesnice Katovsko.

## Historie
Název obce se odvozuje od staročeského osobního jména Bratroň. První zmínka o Bratronicích v Prácheňském kraji (Bratronici) pochází přibližně z roku 1227.

## Přírodní poměry
Z hlediska geomorfologického členění Bratronice patří k celku Blatenská pahorkatina, podcelku Horažďovická pahorkatina, okrsku Kasejovická pahorkatina.
V extravilánu mezi oběma částmi obce protéká Brložský potok, který je přítokem řeky Otavy. Celé katastrální území Bratronic spadá do povodí zmíněného potoka. Přímo na Brložském potoce v něm leží rybníky Klečkovna, Řežabina, Řežabinka, na jeho přítocích pak sz. od Katovic Dražský rybník a sv./v. od Bratronic rybníky Hůrka, Pravda, Pazderník, Trávnický a Líkovka. Vesměs se jedná o malé až střední rybníky o výměře do několika hektarů.
Jižně od obce se nachází přírodní rezervace Kovašínské louky.

## Pamětihodnosti
Hodnotnou památkou je areál zámku Bratronice postaveného na místě starší tvrze na počátku sedmnáctého století.
S obcí má mnoho společného rod baronů Battagliových, který tu sídlil a hospodařil od roku 1864 do roku 1948, kdy byl majetek rodiny vyvlastněn. Sourozenecká dvojice Christian Battaglia (1914–1991, v obci je na návsi od roku 2002 jeho pomníček s bustou od sochaře Karla Kryšky) a Blanka Battagliová (1911–2005) byli známí cyklisté. Potomky ale neměli. V roce 1990 jim byl zámek v rámci restitucí vrácen a paní Blanka jej potom v roce 1994 prodala. V současné době (2019) je majitelem Jiří Lobkowicz.
Asi čtyři kilometry severovýchodně od Bratronic na kraji chvalovského lesa je památkově chráněná novogotická hrobka rodu Battagliů z Bratronic a Enisů z Lažan (Christian, Blanka i jejich rodiče jsou ale pochováni na hřbitově v nedalekém Záboří).
Na severozápadním okraji vsi stojí boží muka.

### Zaniklé stavby
- Větrný mlýn

## Místní části
Obec Bratronice se skládá ze dvou částí, které leží v katastrálním území Bratronice.
- Bratronice
- Katovsko

## Galerie

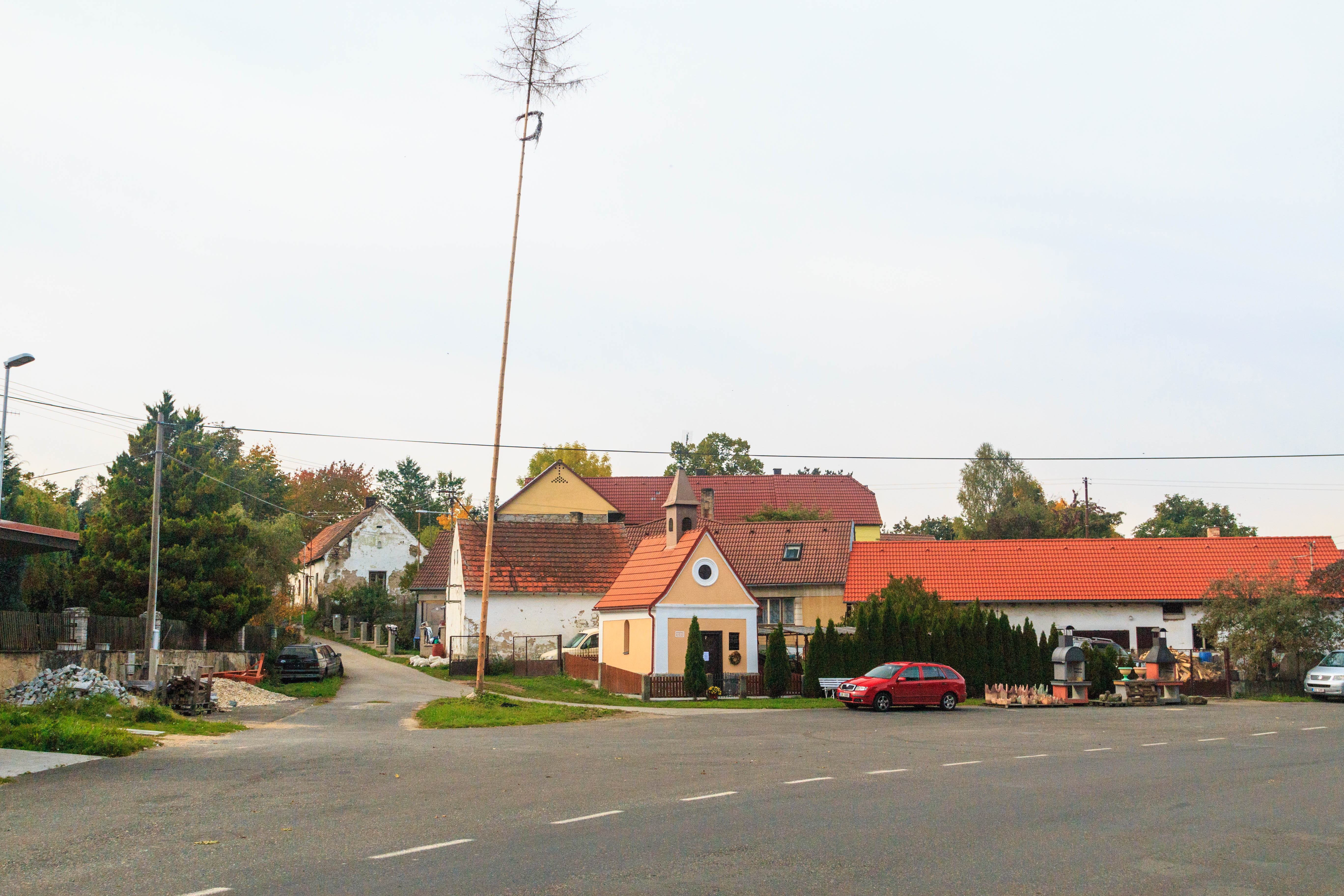
Kaplička
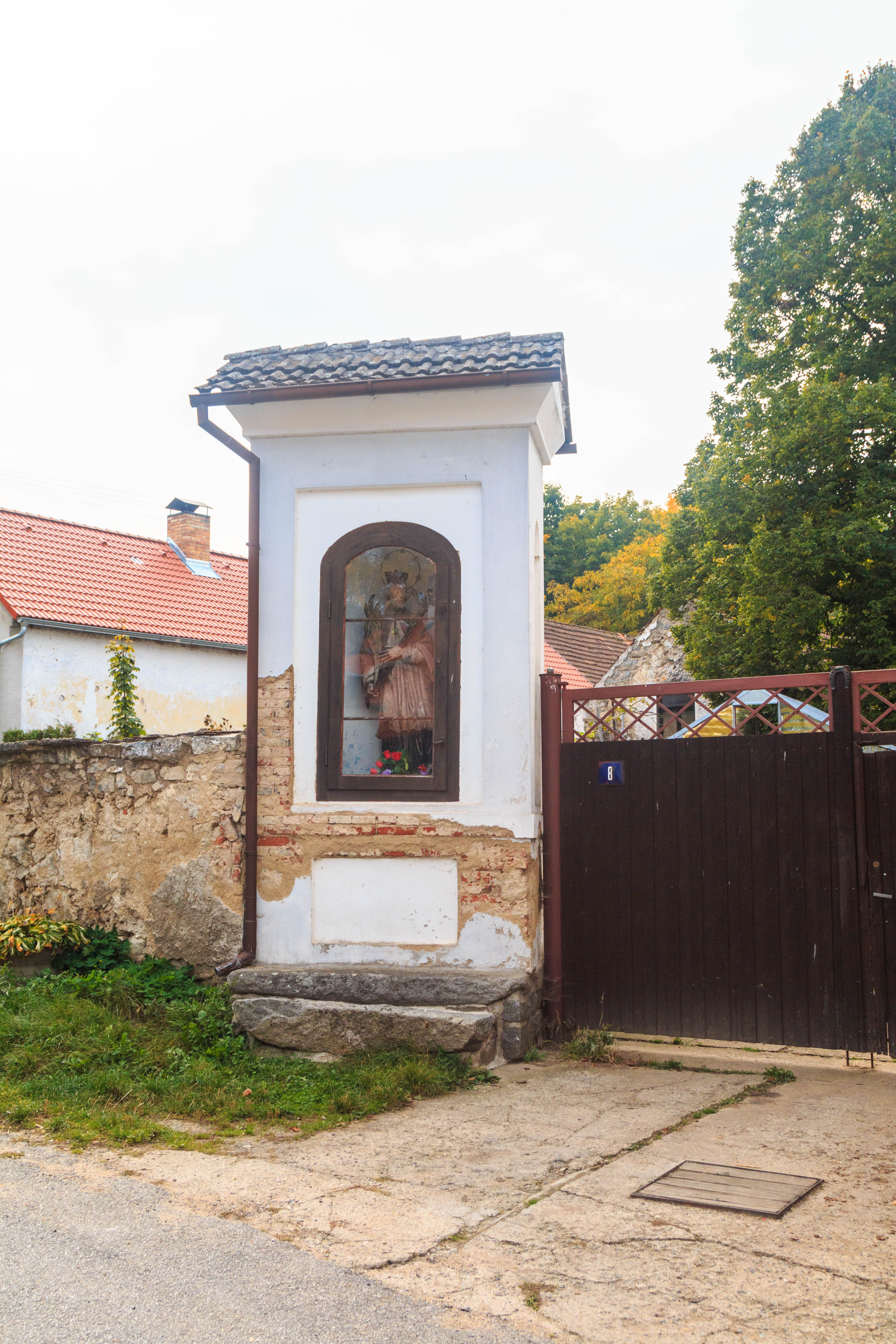
Výklenková kaplička u domu čp. 8
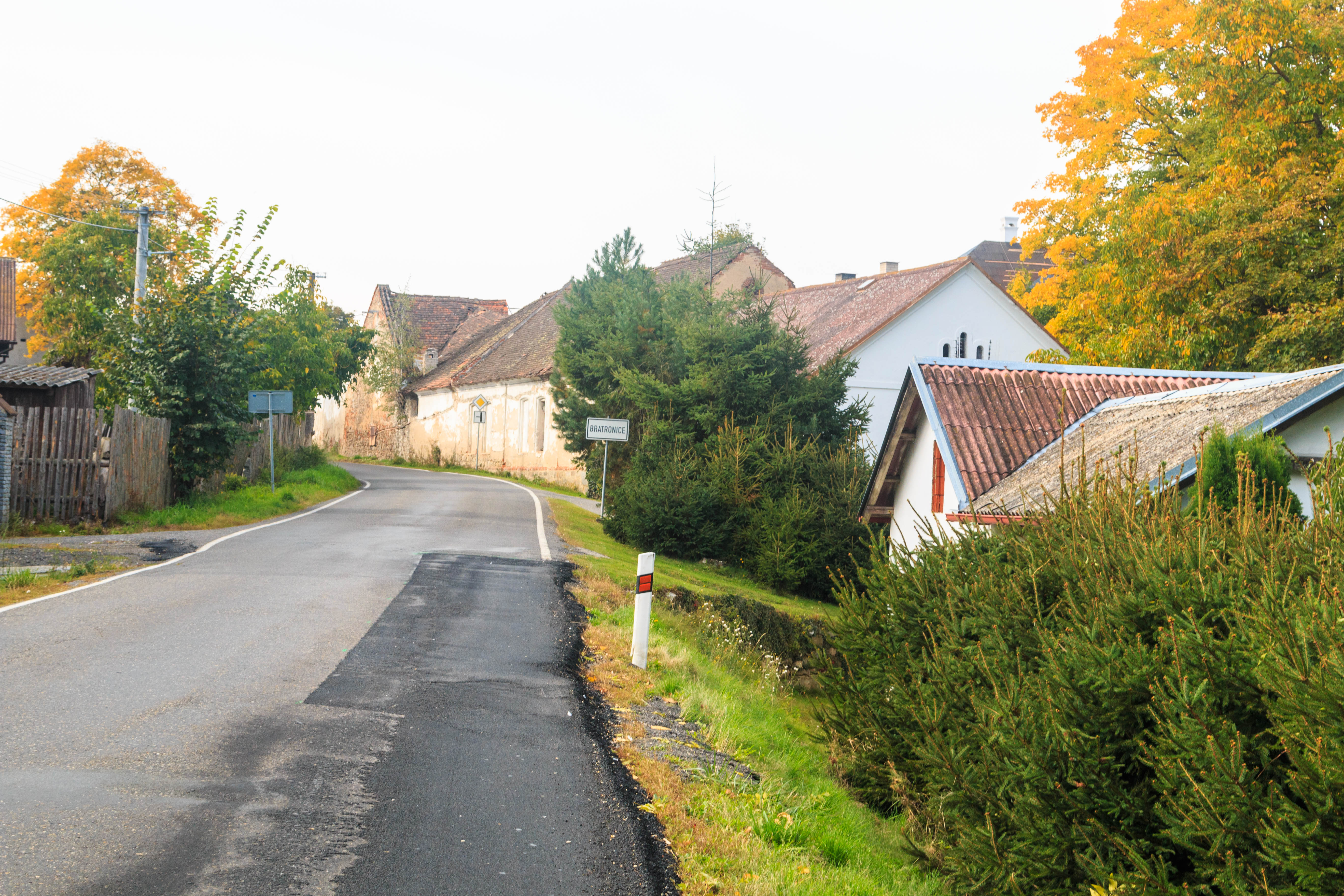
Dům čp. 37
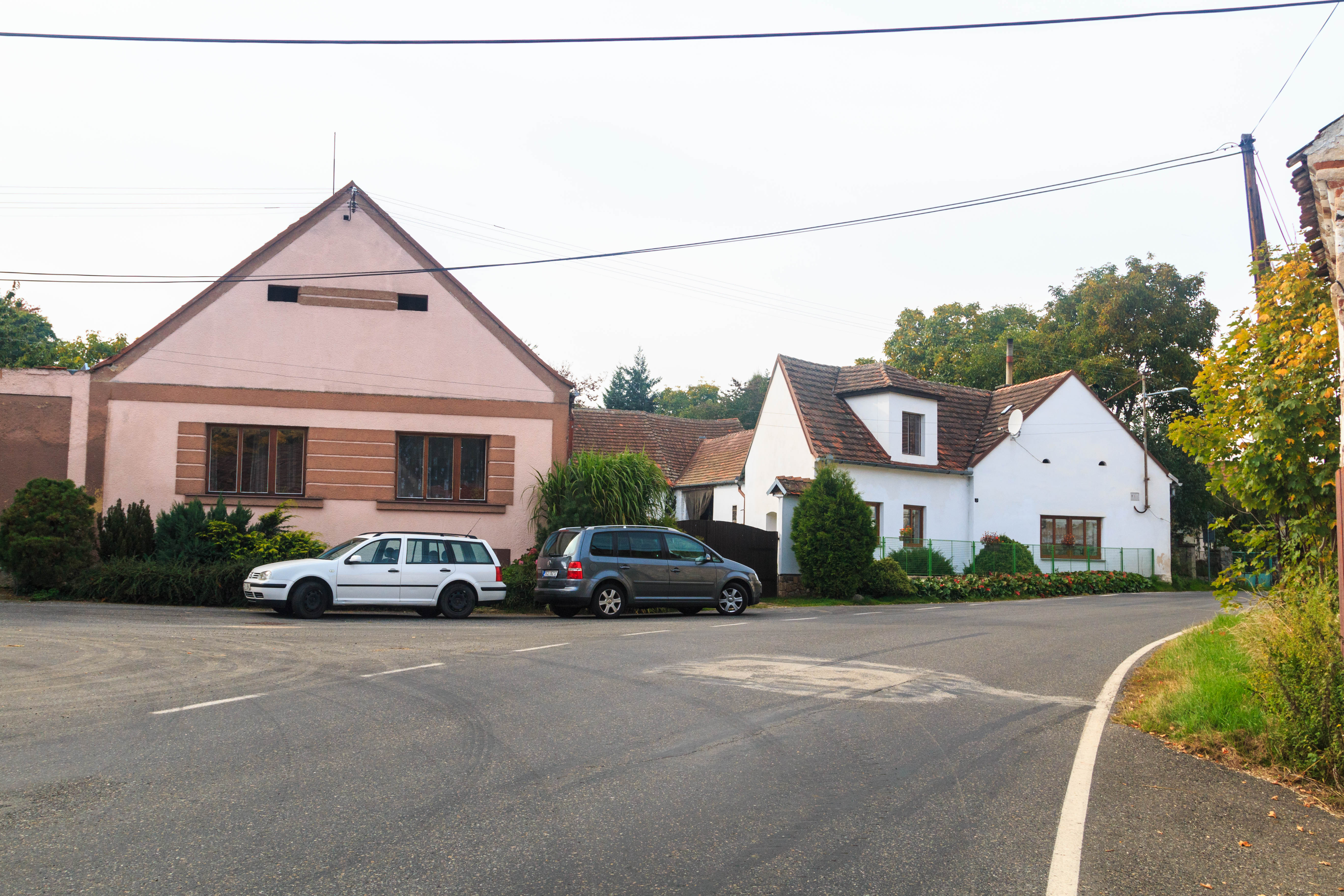
Dům čp. 9
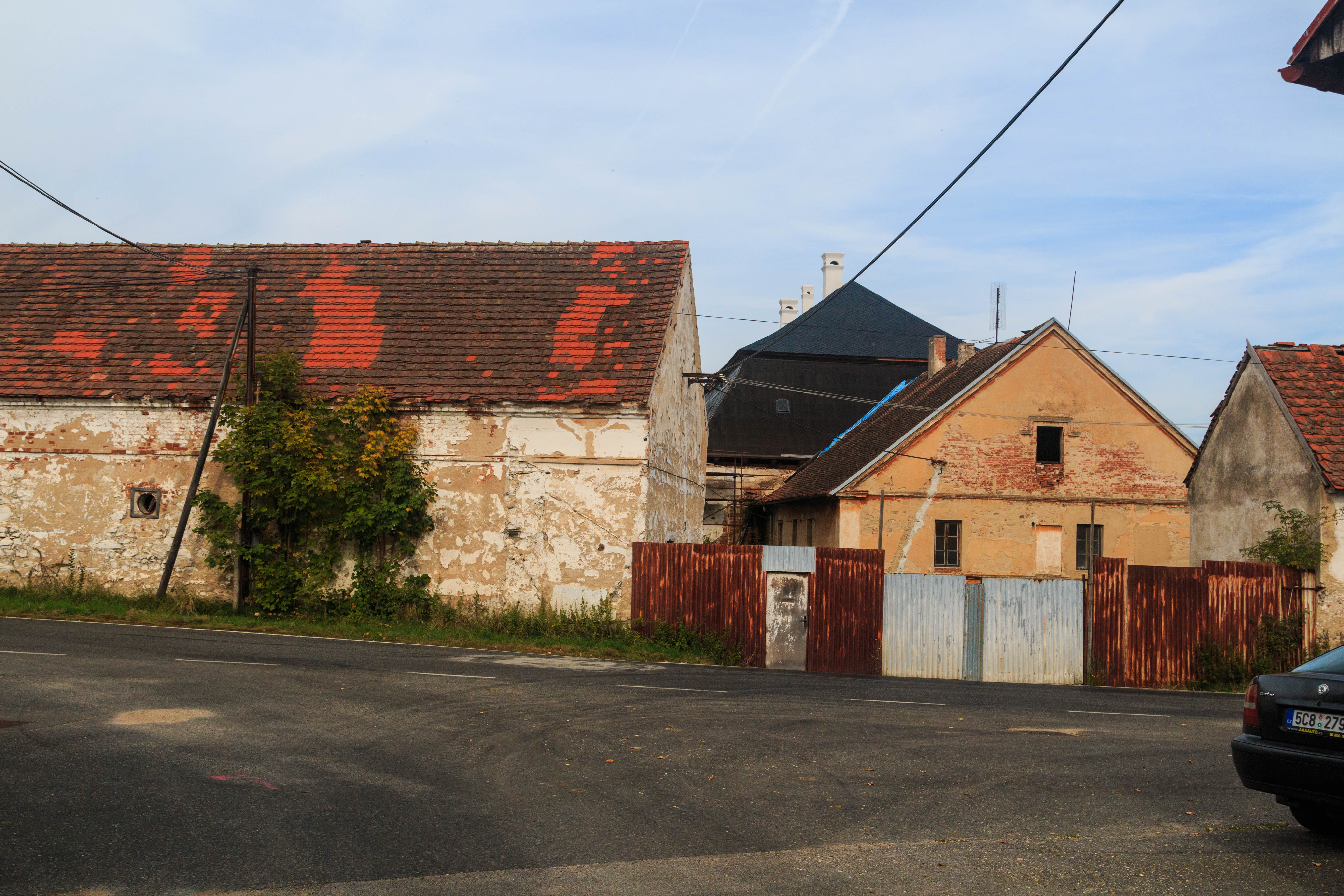
Dům čp. 46